# Roberto Güity
Roberto Centeno Güity Chávez (Corozal, Atlántida; 27 de marzo de 1934) es un exfutbolista hondureño que se desempeñaba como defensa.

## Trayectoria
En 17 años de carrera, jugó siempre en Honduras con los equipos del Victoria, Motagua y Atlético Indio, pero no ganó ningún título.

## Selección nacional
Estuvo con la selección de Honduras desde el Campeonato Centroamericano y del Caribe de Cuba 1960, hasta el Campeonato de Naciones de la Concacaf de Honduras 1967, obteniendo terceros puestos.